# 괴츠 폰 베를리힝겐 (희곡)

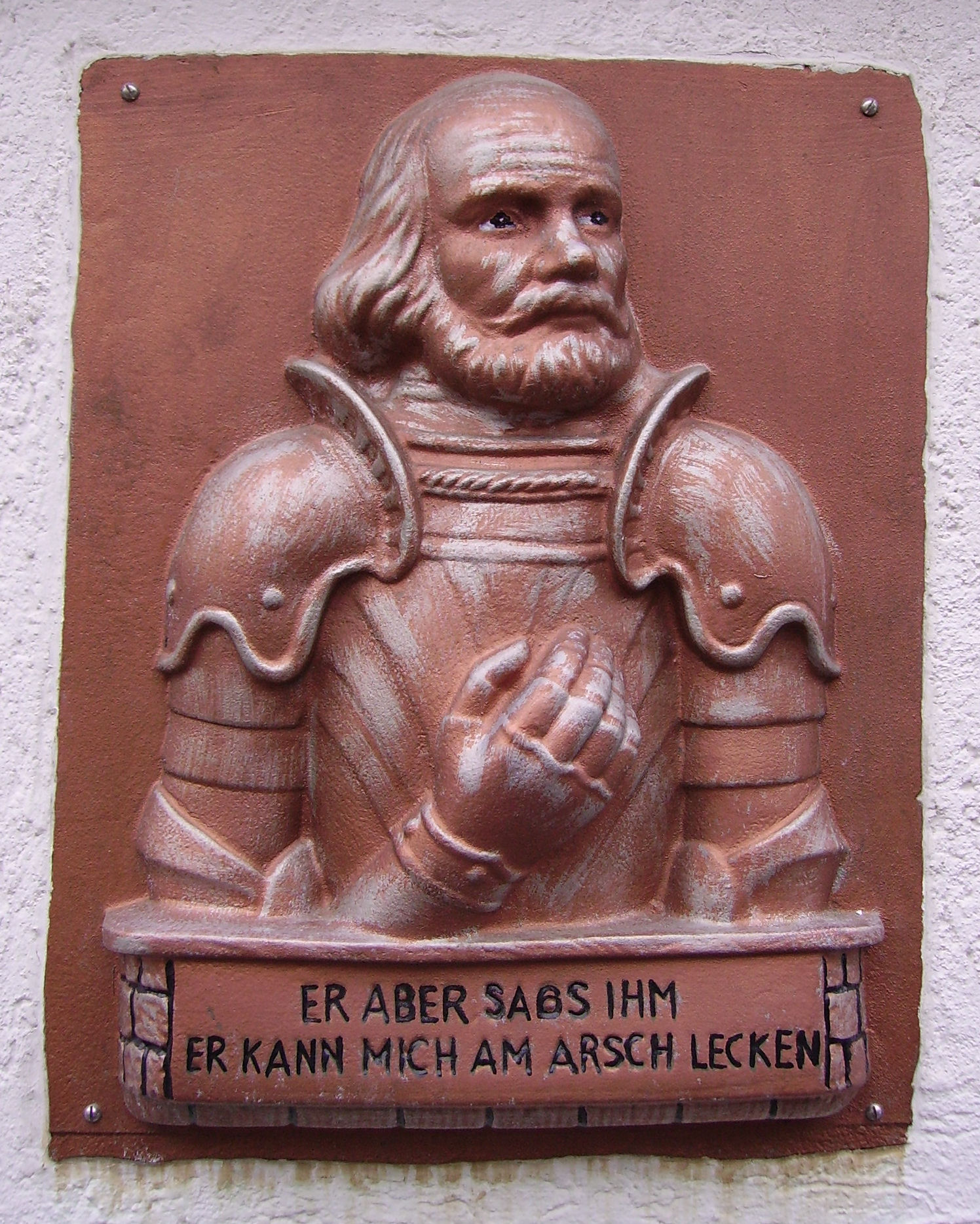

《괴츠 폰 베를리힝엔》(Goetz von Berlichingen)은 요한 볼프강 폰 괴테의 드라마이다. 1773년 만들었으며, 시인이자 모험가인 괴츠 폰 베를리힝엔의  회고록을 각색한 것이다. 베를리힝엔의 실제 삶과는 여러 차이점을 가지고 있다. 괴테의 초기 성공작 중 하나였지만, 큰 규모, 장면의 빈번한 변화, 짧지 않은 길이 때문에 본래의 형태로는 잘 공연되지 않게 되었다. 청년 괴테의 고전주의 극작 스타일을 보여 주는 대표적인 작품이다. 봉건적인 신분 사회 질서에 반항하는 괴츠의 자유를 위한 투쟁과 한계에 직면한 인간의 숭고한 도덕적 승리를 그렸다.

## 내용
괴테는 고트프리트 폰 베를리힝겐(1480년 경∼1562년)이라는 기사의 자서전을 읽고 그를 “가장 고결한 독일인 중 하나”(잘츠만에게 쓴 1771년 11월 28일자 편지)라고 생각했다. 괴테는 그에 대한 열광을 바탕으로 작품을 구상해 1771년 초고를 완성했다. 이후 개작에 가까운 수정을 거쳐 1773년에 익명으로 〈무쇠 손 괴츠 폰 베를리힝겐〉을 출간한다. 《젊은 베르터의 슬픔》보다 1년 앞선 작품이니 괴테가 발표한 최초의 대작이라 할 수 있다. 18세기 계몽주의를 이끌었던 레싱을 비롯한 작가들은 제대로 평가받지 못한 역사 속 인물들을 소재로 작품을 써서 궁극적으로는 그 인물의 명예 회복을 도모했다. 괴테는 수많은 역사 속 인물 가운데 베를리힝겐을 명예 회복의 대상으로 택해 자유를 추구하는 인간의 의지가 인간 자체와 함께 필연적인 역사의 흐름에 의해 분쇄되어 가는 모습을 그린다.
괴츠는 드라마 첫 장면부터 마지막 장면까지 정직한 사람, 기사, 자율적으로 자기 삶을 꾸리는 위대한 인물로 묘사된다. 처음 등장해 숨을 거둘 때까지 괴테가 일관되게 부르짖는 것은 한마디로 ‘자유’다. 괴테는 괴츠를 자유와 정직을 지향하는 최후의, 유일한 기사로 묘사했다. 그래서 괴츠의 운명은 처음부터 몰락하기로 예견되어 있었던 것인지 모른다. 괴츠의 상대는 혼란하고 무질서한 시대, 사회이기 때문이다. 이 막강한 상대를 꺾고 승리할 재간이 괴츠에겐 없다. 괴테는 주인공의 이런 운명을 셰익스피어 비극의 핵심으로 간파하고 있었다.
그의 드라마들은 모두 (…) 우리 자아의 본질적인 것, 우리 의지가 요구하는 자유가 전체의 필연적인 진행과 충돌하는 비밀스런 점을 중심으로 돈다.— 〈셰익스피어 기념일에 부쳐〉 중에서

괴츠에게 다가올 새로운 시대는 타락의 시대다.
앞으로 거짓의 시대가 올 거야. 거짓이 자유를 얻어 판을 칠걸세. 비열한 놈들이 권모술수로 세상을 다스리고 고결한 사람들은 그놈들의 덫에 걸려들겠지.— 〈괴츠 폰 베를리힝겐〉 276쪽에서

괴테가 바라보는 18세기 독일도 그랬다. 16세기 엄혹한 신분 사회에서도 자유를 추구했던 옛 기사 괴츠는 18세기 청년 괴테에게 자유의 가치를 새로 일깨워 준다. 대세에 맞서 꿋꿋하게 자유와 정의를 추구하는 기사 괴츠의 이야기에는 시공을 초월하는 감동이 있다.